# امیل لئون پست
امیل لئون پست (به انگلیسی: Emil Leon Post) (زاده ۱۱ فوریهٔ ۱۸۹۷ - درگذشته ۲۱ آوریل ۱۹۵۴) ریاضیدان و منطقدان آمریکائی-لهستانی در خانواده‌ای یهودی در آئوگوستوف متولد شد و در نیویورک درگذشت.
در سال ۱۹۳۶ مدلِ مجردِ محاسباتی را مستقل از ماشین تورینگ به وجود آورد که ماشین پست نام گرفت.
وی همچنین مبدعِ جداول ارزشی برای نمایشِ معنای منطق گزاره‌ای، به طور مستقل و به احتمال قبل از ویتگنشتاین، که معروف به خالقِ آن‌هاست، شناخته می‌شود.
مسئلهٔ تناظر پست به عنوانِ نمونهٔ جدیدی از محاسبه به مسائل تصمیم‌گیری در نظریهٔ بازگشت ارائه شده است.

## خواندنی‌های مهم
- دیویس، مارتین (۱۹۶۴). عدم قطعیت، ص. ۲۸۸-۴۳۳. انتشاراتِ راوِن. شابک ‎۰−۹۱۱۲۱۶−۰۱−۴